# Bahnstrecke Nykøbing–Gedser
| Bahnhof Gedser (2002) |                      |                                 |                                 |
| Strecke Nykøbing–Gedser |                      |                                 |                                 |
| Streckennummer: | 3                    |                                 |                                 |
| Streckenlänge: | 23 km                |                                 |                                 |
| Spurweite: | 1435 mm (Normalspur) |                                 |                                 |
| Streckengeschwindigkeit: | 75 km/h              |                                 |                                 |
| |                      |                                 |                                 |
| \| \| \| von Ringsted \| \| \| \| 146,9 \| Nykøbing Falster \| Nykøbing Falster \| \| \| \| nach Rødby Færge \| \| \| \| 153,5 \| Væggerløse (ehem. Bhf) \| Væggerløse (ehem. Bhf) \| \| \| \| Marrebæk (ehem. Bhf) \| \| \| \| 161,9 \| Fiskebæk (ehem. Bhf) \| Fiskebæk (ehem. Bhf) \| \| \| \| Gedesby \| \| \| \| \| \| \| \| \| \| Gedser remise \| \| \| \| 169,9 \| Gedser \| Gedser \| \| \| \| nach Warnemünde (bis 1995) \| \| \| \| \| und nach Großenbrode (bis 1963) \| \| |                      |                                 |                                 |
| Strecke |                      | von Ringsted                    | von Ringsted                    |
| Bahnhof | 146,9                | Nykøbing Falster                | Nykøbing Falster                |
| Abzweig geradeaus und nach rechts |                      | nach Rødby Færge                | nach Rødby Færge                |
| Blockstelle | 153,5                | Væggerløse (ehem. Bhf)          | Væggerløse (ehem. Bhf)          |
| Haltepunkt / Haltestelle |                      | Marrebæk (ehem. Bhf)            | Marrebæk (ehem. Bhf)            |
| Blockstelle | 161,9                | Fiskebæk (ehem. Bhf)            | Fiskebæk (ehem. Bhf)            |
| ehemaliger Haltepunkt / Haltestelle |                      | Gedesby                         | Gedesby                         |
| Verschwenkung von links (Strecke außer Betrieb) · Verschwenkung von rechts |                      |                                 |                                 |
| Strecke (außer Betrieb) · Kopfbahnhof Streckenende |                      | Gedser remise                   | Gedser remise                   |
| Bahnhof (Strecke außer Betrieb) | 169,9                | Gedser                          | Gedser                          |
| Eisenbahnfähre (Strecke außer Betrieb) |                      | nach Warnemünde (bis 1995)      | nach Warnemünde (bis 1995)      |
| Strecke (außer Betrieb) |                      | und nach Großenbrode (bis 1963) | und nach Großenbrode (bis 1963) |

Die Bahnstrecke Nykøbing–Gedser ist eine eingleisige Eisenbahnstrecke in Dänemark. Sie liegt auf der Insel Falster und verbindet seit 1886 Nykøbing mit Gedser. Seit 2009 war die Strecke stillgelegt, jedoch bis zum 1. September 2017 mit der Streckennummer 2 in den bis dahin geltenden Unterlagen von Banedanmark vorhanden. Innerhalb des ehemaligen Bahnhofes Væggerløse endete der überwachte Bereich nach einem PU-Signal (PU = Peronudkørselsignal – Bahnsteigsausfahrtsignal) an einem nicht-technisch gesicherten Bahnübergang. Die Signalanlagen sind außer Betrieb. In den Unterlagen nach dem 1. September 2017 ist die Strecke nicht mehr aufgeführt.

## Geschichte
Nachdem 1872 Nykøbing Falster einen Eisenbahnanschluss mit der Strecke Nykøbing–Orehoved bekommen hatte, errichtete die A/S Gjedser Jernbane die Strecke Nykøbing–Gedser als Privatbahn und nahm sie am 1. Juli 1886 in Betrieb.
Damit konnte die Postdampferverbindung von Rostock-Warnemünde nach Nykøbing auf die Strecke Warnemünde–Gedser verkürzt werden. Zusammen mit weiteren Bahnstrecken wurde die Verbindung Nykøbing–Gedser am 1. Januar 1893 verstaatlicht und von den Danske Statsbaner übernommen. Durch die Eröffnung der Fährverbindung Warnemünde–Gedser am 1. Oktober 1903 gelangte internationaler Fernverkehr auf diese Strecke. Nach dem Zweiten Weltkrieg änderte sich die Verkehrssituation durch den Eisernen Vorhang grundsätzlich. Seit 1949 wurde die Fährverbindung Warnemünde–Gedser von den DSB zusammen mit der Deutschen Reichsbahn betrieben. Da diese Verbindung nicht von der Deutschen Bundesbahn genutzt werden konnte, richtete diese 1951 die Eisenbahnfähre Großenbrode–Gedser ein.
Auf dieser Verbindung entwickelte sich der internationale Fernverkehr sehr gut, es fuhren immer mehr Fernzüge über die Strecke Nykøbing–Gedser. Dieser Fernverkehr endete 1963, als die Vogelfluglinie eröffnet und der Betrieb auf der Fährverbindung Großenbrode–Gedser eingestellt wurde. Nachdem der Betrieb durch die Deutsche Reichsbahn ab 1954 auf ein wöchentliches Zugpaar im Personenverkehr zurückgegangen war, gab es seit 1957 wieder eine tägliche Direktverbindung Berlin–Kopenhagen. Von 1963 bis 1970 wurde dafür die Schnelltriebwagen der Baureihe VT 18.16 der DR eingesetzt.
Einen kurzzeitigen Aufschwung erlebte die Verbindung nach dem Fall der innerdeutschen Grenze 1989. 1995 wurde dann der Eisenbahnfährverkehr zwischen Warnemünde und Gedser eingestellt. Seitdem gab es zeitweise gar keinen Zugverkehr zwischen Nykøbing und Gedser. Im Dezember 2009 wurde der Verkehr vollständig eingestellt. Zuletzt verkehrte ein Zugpaar am Tag auf der Strecke. Die Strecke sollte ausgebaut werden, was aber aus Kostengründen gescheitert ist.
Im Zuge des Umbaus des Fährhafens wurden im Sommer 2011 schließlich alle Gleise aus dem Bahnhof Gedser entfernt und das Gebäude als weiterer Fährterminal umgestaltet. Eine Wiederaufnahme der Bahnverbindung Berlin–Kopenhagen über die Fähre Rostock–Gedser ist daher nicht mehr zu realisieren. Allerdings wurde das Eisenbahnmuseum Gedser mit einer neuen Gleisverbindung an die bestehende Bahnstrecke angeschlossen. Im Sommer 2015 verkehrten erstmals wieder Touristenzüge nach Gedser.

## Eisenbahnmuseum
Seit 1987 ist im ehemaligen Bahnbetriebswerk in Gedser ein Eisenbahnmuseum eingerichtet. Bevaringsforeningen Gedser Remise hatte das von den DSB nicht mehr benötigte Betriebswerk gemietet und viele Fahrzeuge von anderen Museumsbahnen darin aufbewahrt. Am 1. April 1998 erwarb der Verein die Anlage von den DSB.
Mit Hilfe von deutschen und dänischen Fans der Filmreihe Olsenbande konnte das bekannte Stellwerk  „Det Gule Palæ“ aus dem Film „Die Olsenbande stellt die Weichen“ in großen Teilen gerettet werden. Es wurde im September 2016 von Kopenhagen nach Gedser überführt.
Der Verein Bevaringsforeningen Gedser Remise hat die Strecke im April 2021 von der Bahnhofsgrenze von Nykøbing F in Richtung Gedser bis einschließlich des Bahnhofes Gedser von Banedanmark gepachtet. Die Sicherheitsregeln für das Befahren werden vom Verein festgelegt und die Erlaubnis zum Befahren wird vom Verein erteilt. Für die Fahrt selbst sind der Lokführer oder der Rangierleiter verantwortlich. Die Einfahrt in den Bahnhof Nykøbing F sowie die Ausfahrt aus dem Bahnhof vorbei am „Rot“ zeigenden Signal muss mit dem Stationsvorsteher vereinbart werden.